# Love, etc. (roman)
Pour les articles homonymes, voir Love, etc..
Love, etc. (titre original en anglais : Talking It Over) est un roman de l'écrivain britannique Julian Barnes paru originellement en 1991. La traduction française paraît en octobre 1992 aux éditions Denoël et reçoit le prix Femina étranger en 1992.

## Éditions
- Éditions Denoël, 1992,  (ISBN 978-2207239926)
- Collection Folio, éditions Gallimard, 1994,  (ISBN 978-2070389353).

## Adaptation
Le roman a été adapté au cinéma en 1996 dans un film homonyme réalisé par Marion Vernoux.